# Penia (Canazei)
Penia è una frazione del comune italiano di Canazei, nella provincia di Trento, in Trentino-Alto Adige.
Il borgo si trova in Val di Fassa, sul corso del torrente Avisio. Situato ad un'altezza piuttosto elevata (1555 m s.l.m.), il piccolo centro di Penia, dotato di una chiesa parrocchiale, è collegato direttamente alla frazione di Alba di Canazei e, di conseguenza, ai suoi impianti sciistici. Ciò fa sì che il paesino sia una nota località di villeggiatura sia invernale che estiva, per la presenza di numerosi sentieri che partono dal centro per spingersi fino alla Marmolada, al Monzoni e al gruppo del Sella.
Penia è un posto di tappa ufficiale situato lungo la rinomata Via Alpina, un sentiero che percorre da est ad ovest tutta la catena montuosa delle Alpi.

## Monumenti e luoghi d'interesse
- Chiesa dei Santi Sebastiano e Rocco